# ホリエアツシ
ホリエアツシ（1978年7月8日 - ）は、日本のミュージシャン、ボーカリスト、ギタリスト、作詞家、作曲家。ロックバンド・ストレイテナーのボーカル、ギター、ピアノ、シンセサイザー担当。「ent」名義でソロでも活動。

## 来歴
1978年7月8日 長崎県長崎市生まれ。幼少期は転勤族だった親の影響で転居が多く、幼稚園から小学校1年までを福岡県、小学校2年と3年を東京都、小学校6年までを熊本県で過ごし、中学入学時に長崎市へ戻る。
長崎市立桜馬場中学校1年時に、後にストレイテナーで共に活動するナカヤマシンペイと出会い親交を深める。
長崎県立長崎東高校卒業後、中央大学文学部へと進学。共に上京してきたナカヤマシンペイらと共に、在学中より音楽活動を行う。
1998年にストレイテナー始動。インディーズでのCDリリースを経て、2003年にTRAVELING GARGOYLEでメジャーデビュー。
2009年にソロ活動としてent(外部リンク参照)を始動。
2018年、ナカヤマシンペイと共に長崎市観光大使に就任。2019年には同市の企画でイメージソングを提供・公開した。

## 人物
- ストレイテナーにおいて、ほぼ全ての楽曲について作詞作曲を手がけるバンドの中心人物。
- 2009年よりストレイテナーと並行し、ent名義でソロ活動を開始。
- インストゥルメンタルバンド・FULLARMORのメンバーとしても不定期に活動。
- 愛称「ホリエテナー」（主にこう呼ぶのはASIAN KUNG-FU GENERATIONやELLEGARDENのメンバー）、「ent」（ソロ活動時の名義より）。
- 転勤族だった幼少期は東京や福岡にある公務員住宅に住んでいた[2]。
- 5歳年上の兄がいる[3]。
- 幼少期から音楽を聴いて歌うのが好きで、小学校5年生ではすでにオリジナル曲を実家のオルガンで作っていた。
- 最初はオルガンやシンセサイザーを弾き、ハンドマイクでボーカルを務めていたが、GREENDAYやUKギターロックバンドの影響を受け高校3年生から独学でギターを弾き始めた。
- 中学3年生の頃には既にミュージシャンになろうと思っていたといい、高校時代ナカヤマらと最初にバンドを組んだ時もコピーではなく、オリジナル曲ありきで始めたものだったという[3]。
- 一番リスペクトするのはレディオヘッドのトム・ヨークであるとインタビューで発言している。
- アニメ「カウボーイビバップ」のファンであり、以前ROCKIN'ON JAPANで連載されていたDVDコーナーにホリエが出た際にも、本人より同作品が紹介されている[4]。同作品に着想を得て製作された楽曲（「走る岩」、「泳ぐ鳥」）も存在する[5]。
- 2人時代ではギターを一度もチューニングせずライブを終えていたらしい（ホリエ曰く「ベースが入るまでギター以外の音色がほかになかったから」）。
- 主に使用するギターはカスタムショップ製ギブソンSGの61'リイシュー（白）、ちなみに、かつてストレイテナーのメンバーが2人の頃はギブソンレスポールスタジオの黒を使っていた。その後ギブソンSGスタンダードの黒を使用していた。
- アルバム『Nexus』あたりからカスタムショップ製 フェンダー・ストラトキャスター（白、黒、スカイブルー）も使用している。
- アンプはMARSHALL JCM900（バイアス値低めに設定、真空管を改造）と÷13 (Divided by 13) CJ-11（最初は黒だったが、現在は赤）の2台を使用。
- エフェクターはProvidence PD-6 (Booster)、BOSS DD-6 (Digital Delay)、BOSS PH-3 (Phase Shifter)、IBANEZ CS9 (Stereo Chorus)、IBANEZ FL9 (Flanger)を使用し、全てProvidence PEC-2 (Programmable Effects Controller)で制御している。（チューナーはBOSS TU-2を使用）
- シンセピアノはnord electro2、シンセサイザーはmicroKORG、nord wave(アルバム『CREATURES』から導入)を使用、レコーディング時にはラディアル製D.I.Box:JDIをラインで通して使用している。
- まじ娘（majiko、ニコニコ動画で活動している歌い手）の楽曲「アマデウス」の作詞・作曲を担当し、後にまじ娘のアルバム『Contrast』に収録された。
- 2016年9月 シーチキン食堂のCM「シーチキンマヨおにぎり篇」に出演[6][7]
- 2018年8月 ナカヤマシンペイとともに長崎市の観光大使に就任する。
- 「食べログ」を多用しており、ストレイテナーのツアーの際の食事などは、ホリエが食べログを元に決めることが多い。

## 使用機材
- Maison SGタイプ / Cherry- ホリエが学生時代に初めて購入したギター。TRAVELING GARGOYLEのPVに映っているのは本機。TRAINのPV撮影時に燃やしてしまい現存しない。
- Gibson Les Paul Studio / Ebony- 2人編成時代のメインギター。ステージ袖で転倒などの要因で3回ネックが折れている。
- Gibson SG Special / Ebony- メジャーデビュー後の短期間使用。リアピックアップのみカバー付きのGibson 57Classicに交換されている。
- Gibson SG Standard / Ebony- 2003年〜2006年ごろまで使用。リアピックアップのみGibson 57Classicに交換されている。電装系の故障により音が変わってしまったため使用されなくなった。しかし現在でも楽屋などで演奏している光景が見られる。
- Gibson SG 61 Reissue / Heritage Cherry- 2006年〜2007年まで使用。レンタル品であり現在は返却済み。
- Gibson Custom Shop SG Special Reissue(P-90) / Heritage Cherry- 2007年ごろから使用。数少ないレギュラーチューニングの曲で使用することが多い。
- Gibson Custom Shop 1962 SG Standard Reissue / Classic White- 2008年に大山が加入したタイミングから使用。以来現在もメインギターとして使用している。
- Gibson Custom Shop SG Special Reissue(P-90) / Polaris White-2008年に大山が加入したタイミングから使用。
- Fender Custom Shop Stratocaster / Surf Green- ローズウッド指板、2007年ごろから使用。
- Fender Custom Shop Stratocaster / Black- メイプル指板、べっ甲ピックガード。
- Fender USA AMERICAN ORIGINAL '60S TELECASTER / Lake Placid Blue- 2019年ごろから使用。
- Gibson SJ-200 / Vintage Sunburst- 2004年ごろから使用。

## ディスコグラフィ
アルバム
|     | 発売日        | タイトル         | 収録曲 | 備考 |
| --- | ------------- | ---------------- | --- | ---- |
| 1st | 2009年2月18日 | Welcome Stranger | 1.No Tone 2.Sleeping Ghosts 3.Will 4.Do Not Adjust Your Set 5.Girl 6.Silver Moment 7.Farewell Dear Stranger                                                                          |      |
| 2nd | 2012年1月25日 | Entish           | 1.9646 2.Zoe 3.Water Screen 4.Dragon Fruit 5.Airwalker 6.Frozen Flowers 7.Strange Weather 8.Last Stop 9.Lens 10.At The End Of The Blue Sky                                           |      |
| 3rd | 2017年1月11日 | ELEMENT          | 1.How To Fly 2.悲しみが生まれた場所 3.Autumn Nightmare 4.Healer 5.Perfect Light 6.The Awakening 7.Forever and Ever 8.Imagine 9.素子-Soshi- 10.Sunset Moonrise 11.Silver Moment 12MIX |      |

## ラジオ
- J's COUNTDOWN－FMPORT（2006年12月31日）